# منتخب كوريا الجنوبية لكرة الصالات
منتخب كوريا الجنوبية الوطني لكرة قدم الصالات (هانغل: 대한민국 풋살 국가대표팀) هو ممثل كوريا الجنوبية الرسمي في المنافسات الدولية في كرة الصالات .